# كاميرون دياز
كاميرون ميشيل دياز (مواليد 30 أغسطس 1972)، ممثلة أمريكية، تميزت بأدوار الكوميديا والدراما. حققت أفلامها إيرادات تجاوزت 3 مليارات دولار في شباك التذاكر الأمريكي. برزت دياز كرمز جمالي وأحد أكثر نجمات هوليوود نجاحًا بفضل أدوارها في الأفلام الرومانسية الكوميدية خلال أواخر التسعينيات وأوائل الألفية الجديدة. حصلت في عام 2013 على لقب الممثلة الأعلى أجرًا لمن تجاوزن سن الأربعين. كما تلقت عدة ترشيحات لجوائز مرموقة، من بينها جائزة الأكاديمية البريطانية للأفلام (بافتا) وأربع ترشيحات لجائزة غولدن غلوب.  
وُلدت دياز في سان دييغو، كاليفورنيا، ونشأت في لونغ بيتش. بدأت مسيرتها المهنية في سن مبكرة عندما وقّعت عقدًا مع إيليت موديل مانجمنت خلال دراستها الثانوية. ظهرت لأول مرة على الشاشة في سن 21 إلى جانب جيم كاري في الفيلم الكوميدي القناع عام 1994. زادت شهرتها بعد دورها في زواج أعز صديق (1997)، ثم حققت نجاحًا كبيرًا ببطولتها لفيلم هناك شيء ما عن ماري (1998) من إخراج الأخوين فاريلي [الإنجليزية]، والذي أكسبها أول ترشيح لجائزة غولدن غلوب. بعد ذلك، أثبتت مهارتها في التمثيل الدرامي من خلال أي يوم أحد وأن تكون جون مالكوفيتش (كلاهما عام 1999).
حازت دياز على إشادة نقدية عن أدوارها الداعمة في أفلام مثل سماء الفانيليا (2001) للمخرج كاميرون كرو، وعصابات نيويورك (2002) للمخرج مارتن سكورسيزي، كما حققت نجاحًا تجاريًا كبيرًا في أفلام ملائكة تشارلي (2000) وتكملته عام 2003، بالإضافة إلى أدائها الصوتي لشخصية الأميرة فيونا في سلسلة شريك (2001).
من أفلامها الأخرى: في حذائها (2005)، العطلة (2006)، ما يحدث في فيغاس (2008)، فارس ويوم (2010)، الدبور الأخضر (2011)، ومعلمة سيئة (2011). أعلنت دياز اعتزال التمثيل للتركيز على حياتها العائلية بعد تقديمها لثلاثة أفلام كوميدية ناجحة عام 2014 وهي: المرأة الأخرى (2014)، شريط جنسي (2014)، وآني (2014)، لكنها عادت إلى السينما بفيلم الأكشن الكوميدي العودة إلى الميدان (2025).
إلى جانب التمثيل، ألّفت دياز كتابين عن الصحة: كتاب الجسد (The Body Book) عام 2013، الذي تصدر قائمة نيويورك تايمز للكتب الأكثر مبيعًا، وكتاب العمر المديد (The Longevity Book) عام 2016. لطالما كانت حياتها الشخصية محط اهتمام وسائل الإعلام، خاصة فيما يتعلق بعلاقاتها واختياراتها في الأزياء. في عام 2015، تزوجت من بنجي مادن، عازف الغيتار في فرقة غود شارلوت ولديهما طفلان عن طريق تأجير الرحم.

## الحياة المبكرة
وُلدت كاميرون ميشيل دياز في 30 أغسطس 1972 في سان دييغو، كاليفورنيا، لبيلي (اسمها قبل الزواج إيرلي)، وهي وكيلة استيراد وتصدير، وإميليو دياز، مشرف في شركة النفط يونوكال في كاليفورنيا . لدى دياز أخت أكبر تُدعى شيمين. تعود أصول عائلة والدها إلى كوبا، حيث انتقل أجدادها من إسبانيا إلى كوبا. ذكرت دياز أن أجدادها الإسبان المباشرين كانوا في الأصل من مدينة قادس. لاحقًا، استقروا في حي يبور سيتي في تامبا بولاية فلوريدا، قبل أن ينتقلوا إلى منطقة لوس أنجلوس، حيث وُلد والدها. أما والدتها، فتنحدر بشكل أساسي من أصول إنجليزية وألمانية.
نشأت دياز في لونغ بيتش، ودرست في مدرسة لوس سيريتوس الابتدائية، ثم في مدرسة لونغ بيتش بوليتكنيك الثانوية، حيث كانت زميلة دراسة لمغني الراب سنوب دوغ. وصفت دياز نشأتها بأنها متواضعة، قائلة: "كان لدي والدان رائعان، كانا مذهلين. لم نكن ميسورين الحال—بل العكس تمامًا. كانت عائلتي تجمع علب المشروبات الغازية لإعادة تدويرها مقابل بعض المال الإضافي، لأن 20 دولارًا كان لها قيمة بالنسبة لنا. لكننا كنا سعداء جدًا."
وأثناء دراستها الثانوية، وقعت دياز عقد عرض أزياء مع وكالة إيليت موديل مانجمنت عندما كانت في السادسة عشرة من عمرها، وظهرت في إعلانات لكالفن كلاين وليفايس. وفي العام التالي، عندما بلغت السابعة عشرة، ظهرت على غلاف عدد يوليو 1990 من مجلة "سيفنتين". كما عملت دياز كعارضة أزياء لمدة شهرين إلى ثلاثة أشهر في أستراليا، وصورت إعلانًا تجاريًا لشركة كوكاكولا في سيدني عام 1991.

## المسيرة المهنية

### 1994–1998: الأفلام الأولى وبداية الشهرة
في سن الحادية والعشرين، تقدمت دياز لاختبار أداء فيلم "ذا ماسك"، لتجسد دور مغنية جاز تُدعى تينا كارلايل، وذلك بناءً على توصية من وكيل في وكالة إيليت، الذي التقى منتجي الفيلم أثناء بحثهم عن الممثلة الرئيسية. وبالرغم من عدم امتلاكها أي خبرة سابقة في التمثيل، بدأت دياز تلقي دروس في التمثيل بعد اختيارها للدور. أصبح فيلم "ذا ماسك" واحدًا من أعلى عشرة أفلام تحقيقًا للإيرادات في عام 1994، وأطلق دياز كرمز للإغراء والشهرة. خلال هذه الفترة، كانت دياز على علاقة مع منتج الفيديو كارلوس دي لا توري.
لاحقًا، لعبت دياز دور البطولة في الكوميديا السوداء المستقلة "العشاء الأخير" عام 1995، حيث جسدت إحدى طلاب الدراسات العليا الليبراليين الذين يدعون مجموعة من المحافظين المتطرفين إلى عشاء في محاولة لقتلهم. وصف الناقد روجر إيبرت الفيلم بأنه "جهد شجاع في زمن متردد، ومحاولة سويفتية لصفعنا جميعًا على الوجه وجعلنا نعترف بأن حرياتنا تعتمد تحديدًا على حريات جيراننا وخصومنا، بل وأعدائنا أيضًا". ثم أدت دور البطولة كراقصة تعرٍ سابقة في الكوميديا الدرامية "الشعور بمينيسوتا" عام 1996، إلى جانب كيانو ريفز، وفينسنت دونوفريو، وكورتني لوف. أشار إيمانويل ليفي من مجلة "فارايتي" إلى أن "دياز، باستثناءها اللافت، والتي أُسند إليها الدور المناسب كمحركة جنسية ومناورة عاطفية، لا توجد أي أداءات مثيرة في الفيلم". وفي نفس العام، شاركت دياز إلى جانب جينيفر أنيستون في الكوميديا "هي الفتاة" من إخراج إدوارد بيرنز، ثم أدت دور البطولة في فيلم "رأس فوق الماء"، وهو كوميديا جريمة جسدت فيه زوجة خائنة متورطة في جريمة قتل عشيقها السابق.
كان من المقرر أن تشارك في فيلم "مورتال كومبات" ، لكنها اضطرت إلى الانسحاب بعد أن كسرت يدها أثناء التدريب على الدور. إلى جانب دورها الرئيسي في فيلم "حياة أقل عادية" الذي لم يحقق شهرة كبيرة، عادت دياز إلى السينما السائدة عام 1997 من خلال الكوميديا الرومانسية "زفاف أعز أصدقائي"، حيث أدت دور خطيبة ثرية لكاتب رياضي وصديقة قديمة لشخصية جوليا روبرتس. حقق الفيلم نجاحًا عالميًا في شباك التذاكر ويُعتبر من أفضل أفلام الكوميديا الرومانسية على الإطلاق.
في عام 1998، أدت دياز دور البطولة في فيلم "هناك شيء ما عن ماري"، حيث جسدت الدور الرئيسي لامرأة تعيش في ميامي ويتنافس عدة رجال على نيل إعجابها. وذكرت صحيفة "ذا أوستن كرونيكل": "بصفتها ماري محور الأحداث، تبث دياز بالفعل ذلك الشيء الجذاب الذي يتحدث عنه العنوان. في أفلام مثل 'زفاف أعز أصدقائي' و'حياة أقل عادية'، أظهرت دياز نفسها كممثلة كوميدية جيدة مستعدة لأي شيء تقريبًا. وهنا، من السهل أن نفهم لماذا اجتمع في نهاية الفيلم نصف دزينة من الخُطّاب في غرفة معيشتها ليتوسلوا إليها". حقق الفيلم نجاحًا مفاجئًا، وأصبح أعلى فيلم كوميدي تحقيقًا للإيرادات في أمريكا الشمالية عام 1998، ورابع أعلى فيلم تحقيقًا للإيرادات في ذلك العام؛ إذ بلغت إيراداته 176 مليون دولار في الولايات المتحدة و369 مليون دولار حول العالم. كما رُشحت دياز لجائزة الغولدن غلوب عن فئة أفضل ممثلة في فيلم موسيقي أو كوميدي. كما شاركت دياز في الكوميديا التي لم تلقَ استحسان النقاد "أشياء سيئة جدًا" عام 1998.

### 1999–2004: الأدوار الدرامية والنجاح النقدي
شاركت دياز في بطولة الفيلم الأول للمخرج سبايك جونز بعنوان أن تكون جون مالكوفيتش (1999)، حيث جسّدت شخصية زوجة مهووسة بالحيوانات لرجل عاطل يعمل كدمية متحركة، يجد نفسه عبر بوابة سحرية داخل عقل الممثل جون مالكوفيتش. حظي الفيلم بإشادة نقدية واسعة وحقق نجاحًا في صالات السينما الفنية. وقد خلصت جانيت ماسلين من صحيفة نيويورك تايمز إلى أن دياز "قدمت أداءً فكاهيًا بارعًا" في دور "الزوجة البائسة"، بينما رأى الناقد روجر إيبرت أن دياز وهي من أجمل النساء في عالم السينما، تظهر هنا بشكل كئيب حتى أننا بالكاد تعرفنا عليها [...] لقد استمتعت دياز بموهبتها من خلال تقمّصها لشخصيات غريبة وجعلها تنبض بالحياة". رُشّحت دياز عن هذا الدور لجائزة أفضل ممثلة مساعدة في الكرة الذهبية، وجوائز الأكاديمية البريطانية لفنون السينما والتلفزيون (بافتا)، ونقابة ممثلي الشاشة، لكن استبعادها من ترشيحات الأوسكار أثار جدلًا كبيرًا وردود فعل غاضبة.

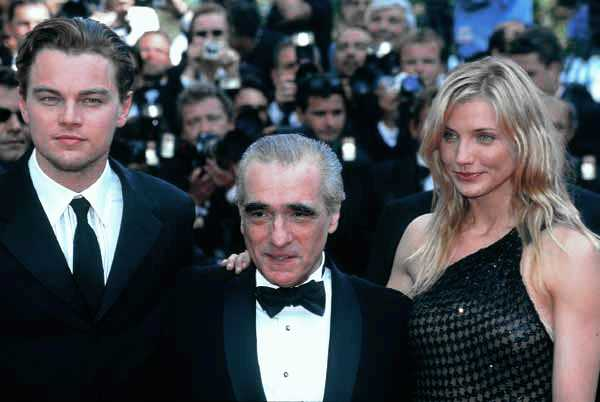
تحضر دياز فعالية لفيلم "عصابات نيويورك" برفقة مارتن سكورسيزي وليوناردو دي كابريو

لاحقًا من نفس العام، شاركت في فيلم الدراما الرياضية في أي يوم أحد (1999) من إخراج أوليفر ستون، حيث لعبت دور كريستينا باجنياشي، مالكة فريق كرة قدم أمريكية شابة تختلف مع المدرب المخضرم توني دياماتو (الذي جسّده آل باتشينو). ورغم تباين الآراء النقدية، حقق الفيلم إيرادات بلغت 100 مليون دولار عالميًا.
في اقتباس سينمائي لسلسلة ملائكة تشارلي (2000)، أدّت دياز إلى جانب درو باريمور ولوسي ليو أدوار ثلاثي من المحققات في لوس أنجلوس. وقد كان الفيلم من أكثر الأفلام تحقيقًا للإيرادات في تلك السنة، إذ جمع أكثر من 264.1 مليون دولار. وعام 2001، ظهرت في فيلم الدراما المستقل السيرك الخفي، الذي عُرض لأول مرة في مهرجان صندانس، حيث جسّدت دور امرأة شابة انتحرت في أوروبا في سبعينيات القرن العشرين. وفي العام نفسه، شاركت في فيلم سماء الفانيليا (2001)، حيث لعبت دور العشيقة السابقة لناشر مغرور وأناني أدّى دوره توم كروز. نال الفيلم استحسانًا نقديًا ونجاحًا تجاريًا كبيرًا؛ فقد وصفت صحيفة لوس أنجلوس تايمز أداءها بأنه "مؤثر، ويجسّد الجنون الشهواني"، بينما قالت نيويورك تايمز إنها قدّمت "أداءً عاطفيًا ضاريًا". ووصفتها صحيفة سان فرانسيسكو كرونيكل بأنها "الأكثر إثارة للإعجاب، إذ لعبت دور مطاردة مهووسة تشكّل مزيجًا من الحزن والرعب". وقد رُشّحت عن هذا الدور لجائزة أفضل ممثلة مساعدة في الكرة الذهبية، ونقابة ممثلي الشاشة، واختيار النقاد، ومعهد الفيلم الأمريكي.
وفي العام ذاته، أدّت دياز الأداء الصوتي لشخصية الأميرة فيونا في فيلم التحريك شريك (2001). في الفيلم، تعاني فيونا من لعنة تحوّلها إلى غولة عند غروب الشمس. وبعد سنوات في قلعة يحرسها تنين، يتم إنقاذها من قِبل الشخصية الرئيسية التي تقع لاحقًا في حبه. حقق الفيلم نجاحًا هائلًا، حيث حصد أكثر من 484.4 مليون دولار حول العالم، وأصبح أول فيلم يفوز بجائزة الأوسكار لأفضل فيلم تحريك. وفي عام 2002، لعبت دياز دور البطولة في الكوميديا الرومانسية أحلى شيء، حيث جسّدت امرأة عزباء تتعلّم طرق جذب الرجال بعد لقائها بالرجل الذي تحلم به. وقد حقق الفيلم نجاحًا تجاريًا متوسطًا بإيرادات بلغت 68.6 مليون دولار عالميًا.
بعد انتهائها من أداء صوتها في شريك، شاركت دياز في بطولة الفيلم التاريخي الملحمي عصابات نيويورك (2002) من إخراج مارتن سكورسيزي، والذي تدور أحداثه في منتصف القرن التاسع عشر في حي "فايف بوينتس" بمدينة نيويورك. لعبت فيه دور نشّالة ومخادعة تقع في حب شخصية ليوناردو دي كابريو. حاز الفيلم تقييمات نقدية إيجابية، وحقق إيرادات وصلت إلى 193 مليون دولار عالميًا.. ومع ذلك، رأى الناقد أ. أو. سكوت من نيويورك تايمز، متفقًا مع نقاد آخرين بأن حضور النجم دانيال داي-لويس طغى على أداء دياز ودي كابريو، أن دور دياز "لم يوفّر لها مساحة لإبراز طاقتها المتقدة، إذ أن شخصيتها كانت مجرد عنصر ضروري دراميًّا — محور غيرة الذكور — أكثر من كونها شخصية مكتملة التكوين". وأضاف أن "القيود المفروضة على دورها تشير إلى خلل أعمق، وهو افتقار الفيلم للفضول تجاه حياة النساء في نيويورك القديمة". لاحقًا، أعادت دياز تجسيد شخصيتيها في الجزأين التاليين الناجحين تجاريًا: ملائكة تشارلي: الخانق الكامل (2003)، وشريك 2 (2004).

### 2005–2011: التمكّن كممثلة
حصلت ديياز على تعويض مالي كبير عن التشهير بعد رفعها دعوى قضائية ضد شركة "أمريكان ميديا إنكوربوريتد"، وذلك إثر نشر مجلة "ناشيونال إنكوايرر" في مايو 2005 مقالًا وصورًا بعنوان "كاميرون تم ضبطها تخون"، زُعم فيه أنها تخون صديقها آنذاك جاستن تيمبرليك مع المنتج شين نيكرسون. وبعد احتجاجها، أُزيل المقال والصور من الموقع الإلكتروني، ولم يتضمن العدد الورقي أي من هذه المواد. قدمت المجلة اعتذارًا لديياز وتيمبرليك ونيكرسون وزوجته، مؤكدة أن القصة غير صحيحة وأن الصورة تظهر مجرد وداع بين أصدقاء.

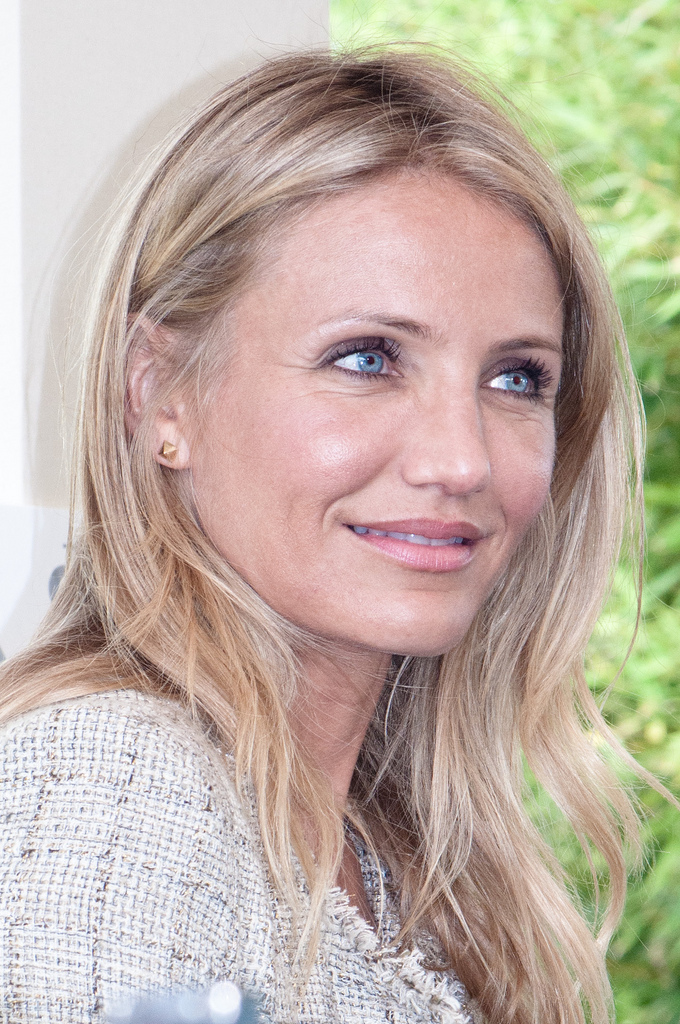
ديياز في مؤتمر صحفي بباريس لفيلم "فارس ويوم" عام 2010

في فيلمها التالي "في حذائها" (2005)، شاركت ديياز مع توني كوليت وشيرلي ماكلين في دراما كوميدية مقتبسة من رواية جينيفر وينر، تدور حول علاقة شقيقتين وجدتهما. تلقى الفيلم تقييمات إيجابية عمومًا، ونالت ديياز إشادة خاصة لأدائها دور فتاة متمردة تعاني من عسر القراءة في صراع مع أختها الرزينة، واعتبرتها صحيفة "يو إس إيه توداي" أفضل أداء لها حتى ذلك الوقت. ثم شاركت في فيلم الرومانسية والكوميديا "العطلة" (2006) من إخراج نانسي مايرز، حيث لعبت دور أماندا، منتجة إعلانات أفلام أمريكية، تتبادل منزلها مع امرأة بريطانية (وينسلت). حقق الفيلم نجاحًا تجاريًا كبيرًا بإيرادات تجاوزت 205 ملايين دولار عالميًا.
في عام 2007، أدت ديياز دورها في فيلم "شريك الثالث"، الجزء الثالث من سلسلة شريك، الذي ظهر فيه جاستن تيمبرليك بدور داعم. رغم تلقيه مراجعات متباينة، حقق الفيلم إيرادات بلغت 798 مليون دولار عالميًا. في نفس العام، أدت صوت الأميرة فيونا في حلقة عيد الميلاد الخاصة التي أخرجها غاري تروديل. وخلال سنة حتى يونيو 2008، قدرت أرباح ديياز بحوالي 50 مليون دولار من أدوارها في شريك وما يحدث في فيغاس، وهو فيلم كوميدي رومانسي شاركها البطولة أشتون كوتشر. رغم المراجعات السلبية، حقق الفيلم 219 مليون دولار مقابل ميزانية 35 مليون دولار.
في 2009، شاركت ديياز في فيلمين: "حامية أختي" و"الصندوق". استند فيلم "حامية أختي" إلى رواية لجودي بيكولت، وحقق نجاحًا تجاريًا معتدلًا بإيرادات 95 مليون دولار، حيث لعبت دور أم لطفل مريض باللوكيميا. أما "الصندوق"، فهو فيلم رعب نفسي من كتابة وإخراج ريتشارد كيلي، حيث تلعب دور زوجة تتلقى صندوقًا من رجل غامض يعرض عليها مليون دولار مقابل الضغط على زر يؤدي إلى موت شخص مجهول. تلقى الفيلم ردود فعل متباينة واعتُبر خيبة أمل مالية رغم استعادة تكاليف الإنتاج.
في 2010، صنفتها مجلة فوربس كثاني أغنى امرأة مشهورة، واحتلت المرتبة 60 بين أغنى 100 شخصية. عادت لأداء صوت الأميرة فيونا في فيلم "شريك إلى الأبد"، الجزء الرابع من السلسلة، الذي رغم مراجعاته المتباينة، حقق أكثر من 752 مليون دولار عالميًا. كما أدت صوت فيونا في حلقة خاصة للهالوين. وفي نفس العام، تعاونت مع توم كروز في فيلم الأكشن الكوميدي "فارس ويوم"، حيث لعبت دور مرممة سيارات كلاسيكية تقع في مغامرة مع عميل سري هارب. تلقى الفيلم مراجعات متباينة وحقق 262 مليون دولار عالميًا رغم بدايته الضعيفة في شباك التذاكر.
في 2011، مثلت دور الصحفية لينور كيس في إعادة إنتاج فيلم "الدبور الأخضر" من إخراج ميشيل جوندري، إلى جانب سيث روغن وجاي تشو وكريستوف فالتز. تلقى الفيلم مراجعات سلبية ووصف بأنه تحديث مبالغ فيه وغير مضحك، لكنه حقق 228 مليون دولار عالميًا. في نفس السنة، لعبت دور المعلمة السيئة في فيلم الكوميديا للكبار "المعلمة السيئة" مع تيمبرليك وجيسون سيغل، حيث جسدت شخصية معلمة فاسدة تدخن وتشرب الخمر وتسب الطلاب. رغم المراجعات السلبية، حقق الفيلم نجاحًا تجاريًا بإيرادات 216 مليون دولار. كما أُدرجت في قائمة أفضل النساء المنجزات في مجال الترفيه حسب مجلة CEOWorld.

### 2012–2014: التركيز على الكوميديا
في عام 2012، شاركت كاميرون دياز في فيلم "ماذا تتوقع عندما تكونين حاملًا" من إخراج كيرك جونز، والمقتبس عن دليل الحمل الشهير الذي يحمل الاسم نفسه. أدّت دياز دور جولز باكستر، وهي متسابقة في برنامج رقص للمشاهير ومقدمة لبرنامج لياقة بدنية يركّز على خسارة الوزن، والتي تكتشف أنها حامل من شريكها في الرقص. صُوّرت مشاهدها خلال فترة أسبوعين فقط. وبالرغم من أن الفيلم تلقى آراءً سلبية من النقاد، إلا أنه حقق نجاحًا تجاريًا معتدلًا بإيرادات بلغت نحو 84.4 مليون دولار أمريكي عالميًا.

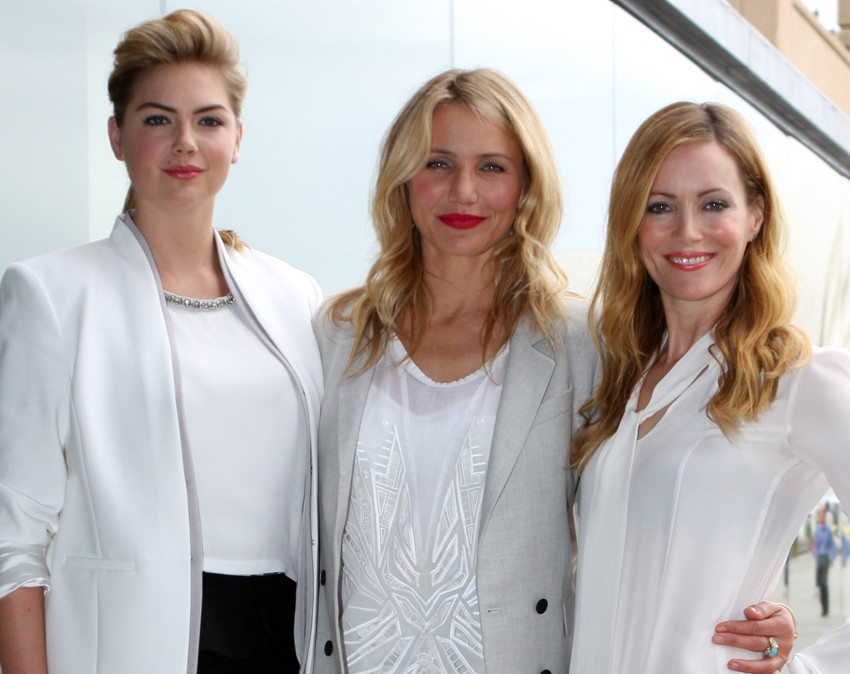
كيت أبتون، وكاميرون دياز، وليزلي مان يحضرن العرض الأول لفيلم «المرأة الأخرى» عام 2014.

أما مشاركتها الثانية في العام نفسه فكانت من خلال فيلم "غامبيت"، وهو إعادة إنتاج لفيلم صدر عام 1966 ويحمل الاسم ذاته، أخرجه مايكل هوفمان وكتبه الأخوان جويل وإيثان كوين. وقد قوبل الفيلم بانتقادات شديدة، وفشل تجاريًا بإيرادات لم تتجاوز 10 ملايين دولار أمريكي عالميًا. كما شاركت دياز في الأداء الصوتي لشخصية سيغموند فرويد في الفيلم البريطاني الكوميدي المتحرك "سيرة كاذب ذاتية"، وهو عمل ساخر عمداً وغير دقيق عن حياة غراهام تشابمان، أحد أعضاء فرقة "مونتي بايثون".
وفي عام 2013، كان مشروعها السينمائي الوحيد هو فيلم المخرج ريدلي سكوت "المستشار"، والذي شاركها بطولته كل من مايكل فاسبندر، وخافيير بارديم، وبينيلوبي كروز، وبراد بيت. تناول الفيلم مواضيع الجشع والموت والغرائز البشرية وعواقبها، وقد أدّت فيه دياز دور امرأة مهاجرة مضطربة نفسيًا وكاذبة مرضية، عاشت سابقًا كراقصة إغراء ثم أصبحت من أصحاب الثراء. ورغم النقد السلبي العام للفيلم، فقد نالت دياز إشادة واسعة عن أدائها، واعتُبر أحد أفضل أدوارها في السنوات الأخيرة.
وفي أواخر 2013، أصدرت كتابًا صحيًا بعنوان "كتاب الجسد: غذي، حرّك، افهم وأحب جسدك المذهل"، شاركت في تأليفه مع الكاتبة ساندرا بارك. وقد بلغ الكتاب المرتبة الثانية في قائمة نيويورك تايمز لأكثر الكتب مبيعًا في مارس 2014.
أما في عام 2014، فبدأته بفيلم الكوميديا الرومانسية "المرأة الأخرى"، بمشاركة نيكولاج كوستر-والدو، وليزلي مان، وكيت أبتون. ورغم الانتقادات التي وُجهت للفيلم بسبب اعتماده على كوميديا سطحية، إلا أنه تصدّر شباك التذاكر الأمريكي في أول عطلة نهاية أسبوع له بإيرادات بلغت 24.7 مليون دولار، وحقق لاحقًا نحو 83.9 مليون دولار في أمريكا الشمالية و196.7 مليون دولار عالميًا.
ثم شاركت دياز في فيلم "شريط جنسي" إلى جانب جيسون سيغل، حيث جسّدت دور زوجة تكتشف هي وزوجها أن مقطعًا حميميًا صوّراه قد فُقد، فيبدآن رحلة فوضوية للعثور عليه. وقد حقق الفيلم نجاحًا تجاريًا متوسطًا بإيرادات تجاوزت 126 مليون دولار أمريكي عالميًا. واحتوى الفيلم على مشاهد عري عديدة، وقد صرّحت دياز عن قرارها بالظهور عارية قائلة:
"الجمهور رأى مؤخرتي بالفعل – أظهرت الجزء العلوي والسفلي منها. لا أعارض الظهور عارية، طالما أن ذلك يخدم القصة. سأفعل ما يلزم إذا كان ذلك هو القرار الصائب".
وكان آخر أفلامها لذلك العام هو النسخة الجديدة من الفيلم الموسيقي "آني"، حيث شاركت في البطولة إلى جانب كوفينزانيه واليس، وجيمي فوكس، وروز بيرن. أدّت فيه دور كولين هانيغان، مديرة دار الأيتام القاسية والمتحكمة التي تعيش فيها البطلة. وقد حقق الفيلم عند صدوره في ديسمبر إيرادات عالمية بلغت 133 مليون دولار أمريكي، وتباينت الآراء حول أداء دياز؛ إذ امتدحها بعض النقاد، بينما وصفها آخرون بأنها "مبالغ فيها بشكل مبالغ به"، بل ووصفها الناقد بيتر ترافرز من مجلة Rolling Stone بأنها "قدّمت أداءً مسرحيًا هستيريًا يفتقر للواقعية".

### 2015–حتى الآن: التوقف عن التمثيل والعودة
قررت دياز أن تأخذ استراحة من التمثيل بعد عرض فيلم "آني"، حيث صرحت في يوليو 2017 بأنها أصبحت متعبة من السفر المتواصل من أجل التصوير، وأكدت اعتزالها التمثيل في مارس من العام التالي. أصدرت في يونيو 2016 كتابها "كتاب طول العمر: علم الشيخوخة، بيولوجيا القوة، وامتياز الوقت". ومنذ ذلك الحين، استثمرت في شركات ناشئة في مجالي الصحة والتقنيات الحيوية، بما في ذلك "سيد هيلث" و"مودرن أكوبانكتشر". في مايو 2019، كانت المتحدثة الرئيسية في مهرجان الطعام السنوي "إيتسكون" الذي تنظمه شركة "إنفاتويشن". في عام 2020، أطلقت دياز علامة نبيذ عضوي باسم "أفالين" بالشراكة مع كاثرين باور. وفي عام 2022، ظهرت كعضوة لجنة تحكيم ضيفة في الحلقة الافتتاحية من الموسم السابع لبرنامج "روبولز دراغ ريس أول ستارز"، وصرحت بأنها من كبار المعجبين بالبرنامج.
في يونيو 2022، أُعلن أن دياز ستعود إلى التمثيل من خلال بطولة فيلم الأكشن الكوميدي "باك إن آكشن" إلى جانب جيمي فوكس، والذي صدر على منصة نتفليكس في 17 يناير 2025. وفي مارس 2024، أُعلن أن دياز تجري محادثات لبطولة فيلم "أوتكام" من إنتاج شركة "آبل" إلى جانب كيانو ريفز، وبدأ تصوير الفيلم في وقت لاحق من ذلك الشهر. كما ستعيد دياز أداء صوت شخصية الأميرة فيونا في الجزء الخامس من فيلم "شريك"، المقرر عرضه في عام 2026.

## الحياة الشخصية

### العلاقات والعائلة
من عام 1990 إلى عام 1994، عاشت دياز مع منتج الفيديو كارلوس دي لا توري، الذي التقت به في اليابان أثناء تصوير إعلان لشركة "إل إيه غير". ومن يناير 1996 حتى سبتمبر 1998، واعدت دياز الممثل مات ديلون، الذي شاركها بطولة فيلم "هناك شيء ما عن ماري". كانت مخطوبة بشكل غير رسمي للممثل والمغني جاريد ليتو بين عامي 1999 و2003. من أبريل 2003 حتى ديسمبر 2006، كانت على علاقة مع المغني جاستن تمبرليك. من مايو 2010 حتى سبتمبر 2011، واعدت دياز لاعب فريق نيويورك يانكيز السابق أليكس رودريغيز.
تزوجت دياز من الموسيقي بنجي مادن في منزلها في بيفرلي هيلز، كاليفورنيا، في 5 يناير 2015، في مراسم يهودية. تم تقديم الثنائي لبعضهما البعض قبل عشرة أشهر من قبل صديقتها المقربة نيكول ريتشي، المتزوجة من جويل مادن، شقيق بنجي التوأم. في ديسمبر 2019، أصبح الزوجان والدين لطفلتهما الأولى عن طريق حمل بديل، وهي ابنة. وفي مارس 2024، أُعلن أن الزوجين رزقا بطفلهما الثاني، وهو ابن.

### المواد الإعلامية الصريحة والدعوى القضائية
في مايو 1992، خضعت دياز لجلسة تصوير فوتوغرافي وفيديو وهي عارية الصدر لصالح جلسة أزياء متخصصة في الجلد والإكسسوارات ذات الطابع الجريء، وذلك بعدسة المصور المحترف جون راتر. لم تُنشر تلك الصور أو الفيديو في ذلك الوقت. في عام 2003، وقبيل صدور فيلم "ملائكة تشارلي: الخانق الكامل"، تواصل راتر مع دياز وعرض عليها شراء الصور والفيديو مقابل 3.5 مليون دولار أمريكي (ما يعادل نحو 6 ملايين دولار في عام 2024)، قبل أن يحاول بيعها لأطراف أخرى. ادعى راتر أنه يمنحها حق الرفض الأول، بينما اعتبرت دياز ذلك محاولة ابتزاز ورفعت دعوى قضائية ضده. في يوليو 2004، نُشر فيديو التصوير الذي تبلغ مدته ثلاثين دقيقة بعنوان "ليست ملاكاً" على موقع إلكتروني روسي، رغم أن راتر نفى مسؤوليته عن النشر. وفي 16 سبتمبر 2005، صدر حكم بسجن راتر لأكثر من ثلاث سنوات بعد إدانته بالسرقة، والتزوير، وشهادة الزور.
وفي 27 فبراير 2025، تم التأكيد أن دياز كانت من بين الأشخاص الذين سافروا على متن الطائرة الخاصة لجيفري إبستين إلى جزيرته الخاصة في جزر العذراء الأمريكية.

## أعمال أخرى
اشتهرت دياز بنشاطها البيئي، حيث كانت من أوائل الأشخاص الذين اقتنوا سيارة تويوتا بريوس الهجينة، وعملت على دعم حملة "لايف إيرث" التي أطلقها آل غور لزيادة الوعي بتغير المناخ. كما كانت من المنتقدين لإدارة الرئيس الأمريكي جورج بوش الابن، إذ ارتدت قميصًا كُتب عليه "لن أصوّت لابن بوش!" أثناء جولات الترويج لفيلم "ملائكة تشارلي". شاركت دياز أيضًا في منظمة "محاربو العراق وأفغانستان في أمريكا"، وهي أول وأكبر منظمة غير ربحية لقدامى المحاربين في حربي العراق وأفغانستان، وتحدثت داعمةً لأسر العسكريين.

## قائمة الأعمال والجوائز
حصلت دياز على العديد من الجوائز والترشيحات، من بينها أربعة ترشيحات لجائزة الغولدن غلوب، وثلاثة ترشيحات لجائزة نقابة ممثلي الشاشة، بالإضافة إلى ترشيح لجائزة الأكاديمية البريطانية للأفلام (بافتا). في عام 2016، صنفتها منصة "إندي واير" كواحدة من أعظم الممثلين الذين لم يحصلوا على ترشيح لجائزة الأوسكار.

## الجوائز

### الترشيحاتلجائزة الغولدن غلوب
- أفضل ممثلة - فيلم موسيقي أو كوميدي عام 1999 علي عمل فيلم هناك شيء ما عن ماري.
- أفضل ممثلة مساعدة - فيلم عام 2000 علي فيلم أن تكون جون مالكوفيتش، وعام 2002 علي فيلم سماء الفانيلا، وعام 2003 علي فيلم عصابات نيويورك.

## أعمالها

### أفلام
| السنة | الفيلم                                          | الدور/الوظيفة         |
| ----- | ----------------------------------------------- | --------------------- |
| 1994  | القناع                                          | تينا كارليلي          |
| 1996  | إنها هى                                         |                       |
| 1996  | شعور مينيسوتا                                   |                       |
| 1996  | رئيس فوق الماء                                  |                       |
| 1997  | زواج أعز صديق                                   | كيمبرلي والاس         |
| 1998  | الخوف والبغض في لاس فيغاس                       |                       |
| 1998  | هناك شيء ما عن ماري                             | ماري                  |
| 1999  | أن تكون جون مالكوفيتش                           | لوت شوارتز            |
| 1999  | فرص أيام الأحد                                  | كريستينا باجنااسا     |
| 2000  | أشياء يمكن أن تقولها فقط من خلال النظر في وجهها | كارول فيبر            |
| 2000  | ملائكة تشارلي                                   |                       |
| 2001  | شريك                                            | فيونا                 |
| 2001  | سماء الفانيلا                                   | جولي                  |
| 2002  | أحلى شيء                                        | كريستينا والترز       |
| 2002  | عصابات نيويورك                                  | جيني                  |
| 2002  | ماينورتي ريبورت                                 | ضيف شرف               |
| 2003  | ملائكة تشارلي: خنق كامل                         | ناتالي                |
| 2004  | شريك 2                                          | الأميرة فيونا (صوت)   |
| 2005  | في حذائها                                       |                       |
| 2006  | الإجازة                                         | اماندا وودز           |
| 2007  | شريك الثالث                                     | الأميرة فيونا (صوت)   |
| 2008  | ما يحدث في فيغاس                                | جوي ماكنالي           |
| 2009  | ماي سيستر كيبر                                  |                       |
| 2009  | الصندوق                                         | نورما لويس            |
| 2010  | شريك 4                                          | الاميرة - اداء صوتى - |
| 2010  | فارس ويوم                                       | جون ايفانز            |
| 2011  | الدبور الأخضر                                   | لينور كيس             |
| 2011  | معلمة سيئة                                      | اليزابيث هالسي        |
| 2012  | ماذا تتوقع وأنت في انتظار طفل                   | جوليس                 |
| 2013  | المستشار                                        | ماليكينا              |
| 2013  | غير المؤمنين                                    |                       |
| 2013  | في عالم                                         |                       |
| 2014  | المرأة الأخرى                                   |                       |
| 2014  | شريط الجنس                                      |                       |
| 2014  | آني                                             |                       |
| 2025  | العودة إلى الميدان                              |                       |

### مسلسلات
- ساترداي نايت لايف (1998–2014)
- شريك القاعات (2005)
- شارع سمسم (2009)
- توب جير (2010)
- شريكليس المخيف (2010)

## وصلات خارجية
كاميرون دياز على موقع IMDb (الإنجليزية)
- كاميرون دياز على موقع ميتاكريتيك (الإنجليزية)
- كاميرون دياز على موقع الموسوعة البريطانية (الإنجليزية)
- كاميرون دياز على موقع روتن توميتوز (الإنجليزية)
- كاميرون دياز على موقع مونزينجر (الألمانية)
- كاميرون دياز على موقع قاعدة بيانات الأفلام العربية
- كاميرون دياز على موقع ألو سيني (الفرنسية)
- كاميرون دياز على موقع ميوزك برينز (الإنجليزية)
- كاميرون دياز على موقع تيرنر كلاسيك موفيز (الإنجليزية)
- كاميرون دياز على موقع أول موفي (الإنجليزية)